# Porosagrotis
Porosagrotis là một chi bướm đêm thuộc họ Noctuidae.